# Elisabeth Kalko

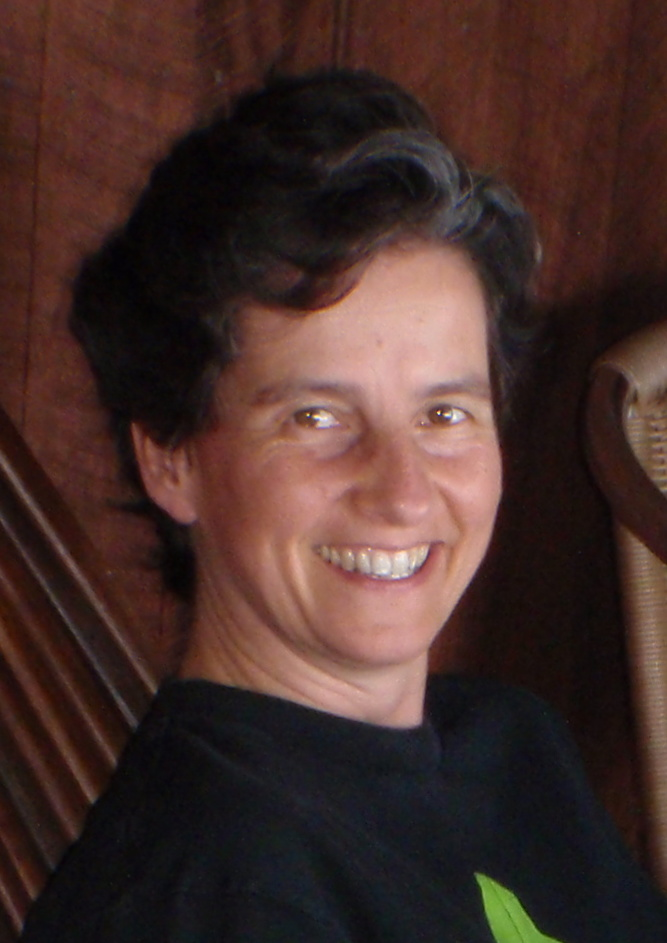
Elisabeth Kalko (2010)

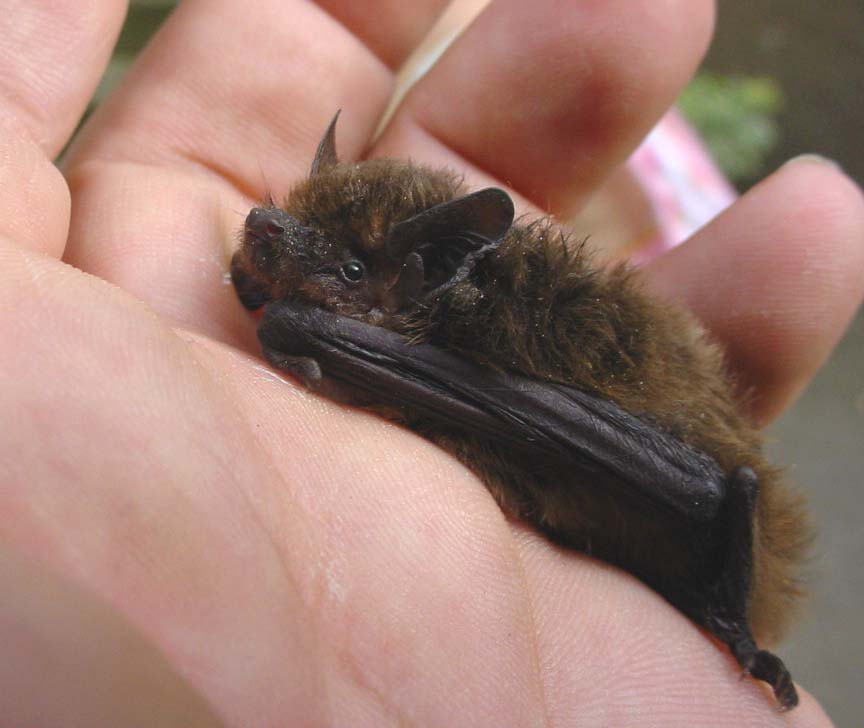
Kalko arbeitete u. a. zur Zwergfledermaus

Elisabeth Klara Viktoria Kalko (* 10. April 1962 in Berlin; † 26. September 2011 in Nkweseko, Hai District, Tansania) war eine deutsche Tropenforscherin und Ökologin. Sie war Direktorin des Instituts für Experimentelle Ökologie an der Universität Ulm, gehörte zum wissenschaftlichen Personal des Smithsonian Tropical Research Institute (STRI) in Panama und war zudem wissenschaftliche Mitarbeiterin am American Museum of Natural History (AMNH) in Washington, D.C., USA.

## Werdegang
Elisabeth Kalko wuchs ab 1964 in Heilbronn auf. Sie zeigte früh Interesse an Wildtieren, engagierte sich im Krötenschutz und belegte am Justinus-Kerner-Gymnasium Heilbronn, wo sie das Abitur ablegte, einen Leistungskurs in Biologie.
Kalko nahm ein Studium der Biologie an der Universität Tübingen auf, das sie mit dem Diplom abschloss. 1991 folgte ebenfalls in Tübingen die Promotion. Sie wurde in beiden Studienabschnitten als Stipendiatin von der Studienstiftung des Deutschen Volkes gefördert. Das Thema ihrer Dissertation lautete Das Echoortungs- und Jagdverhalten der drei europäischen Zwergfledermausarten, Pipistrellus pipistrellus (Schreber, 1774), Pipistrellus nathusii (Keyserling et Blasius, 1839) und Pipistrellus kuhlii (Kuhl, 1819), im Freiland. Von 1991 bis 1993 arbeitete Kalko als Postdoc mit einem NATO Fellowship am American Museum of Natural History in Washington, D.C., USA. Von 1993 bis 1997 war sie in zwei DFG-Vorhaben zu tropischer Diversität tätig, bevor sie 1999 als Heisenberg-Stipendiatin der DFG ihre Habilitation in Tübingen abschließen konnte.
Seit 1999 arbeitete die Wissenschaftlerin am Smithsonian Tropical Research Institute in Panama. Sie verbrachte mehrere Aufenthalte an wissenschaftlichen Instituten wie dem National Museum of Natural History in Washington, D.C. und unternahm Expeditionen in den Kongo und Feldstudien in etlichen europäischen Ländern. Seit 2000 war sie neben ihrer Tätigkeit in Panama auch Professorin und Direktorin des Instituts für Experimentelle Ökologie an der Universität Ulm.
Kalko gehörte dem Nationalen Komitee für Global Change Forschung (NKGCF) an (2002–2011) und war Mitglied der Heidelberger Akademie der Wissenschaften auf Lebenszeit (seit 2006). Von 2005 bis 2011 war sie gewählte Vizepräsidentin der Gesellschaft für Tropenökologie (GTÖ) und seit 2008 Mitglied der Senatskommission Biodiversität der Deutschen Forschungsgemeinschaft (DFG). Seit 2008 leitete sie die deutsche Sektion von DIVERSITAS International, seit 2010 als Gründungsvorsitzende von DIVERSITAS Deutschland e. V.
Kalko verstarb als eine der weltweit führenden Expertinnen für Tropenökologie und Fledermausforschung am 26. September 2011 während des Besuchs eines von ihr mit geleiteten DFG-Vorhabens in Tansania.

## Wissenschaftliche Tätigkeit

### Forschung
Kalko leitete zahlreiche Forschungsprojekte mit Schwerpunkten wie dem anthropogenen Einfluss auf Biodiversität, der Funktionalität von Wirbeltiergemeinschaften und der Schnittstelle Ökologie und Gesundheit. In deutschen wie US-amerikanischen Medien war Elisabeth Kalko eine gefragte Expertin für Fledermäuse, ihr Hauptstudienobjekt. Ihre Forschungsschwerpunkte waren die Bioakustik und Gemeinschaftsökologie.
Sie war mitverantwortlich für das Netzwerk der Biodiversitäts-Exploratorien (DFG-Projekt) in Deutschland.

### Veröffentlichungen
Kalko publizierte in international renommierten Fachzeitschriften und Büchern und war Herausgeberin der Fachzeitschrift für Tropenökologie Ecotropica.

## Stiftung
Die gemeinnützige Elisabeth Kalko-Stiftung wurde 2013 im Gedenken an Elisabeth Kalko errichtet. Zweck der Stiftung ist die Förderung von Wissenschaft und Forschung. Der Stiftungszweck wird insbesondere verwirklicht durch die Vergabe von Stipendien zur Unterstützung wissenschaftlicher Forschungsarbeiten von natürlichen Personen wie Diplomanden, Master-Studenten, Doktoranden und Postdoktoranden, die sich unter anderem im Rahmen von Abschlussarbeiten mit zoologischen Aspekten tropischer Biodiversität und experimenteller Ökologie der Tiere beschäftigen und dafür Feldarbeiten im Ausland durchführen.

## Auszeichnungen
Das Science Center experimenta Heilbronn benannte ein Labor nach Elisabeth Kalko.